# پاناسونیک لومیکس دی‌ام‌سی-جی‌اچ۱
پاناسونیک لومیکس دی‌ام‌سی-جی‌اچ۱ (به انگلیسی: Panasonic Lumix DMC-GH1) یک دوربین عکاسی ساخت شرکت پاناسونیک است.